# Contrafuego (serie de televisión)
Contrafuego fue una serie de televisión argentina emitida por Canal 9 entre el 26 de agosto y el 30 de setiembre de 2002, a las 22:00 (UTC-3). La serie contaba con el protagonismo de Baby Etchecopar y de Enzo Viena. Debido a su bajo índice de audiencia y después de cuatro programas la serie fue cancelada. El ciclo fue ampliamente parodiado por programas como Caiga quien caiga y Televisión registrada. Enojado ante las críticas, Etchecopar buscó agredir físicamente al productor de TVR, Diego Gvirtz.

## Argumento
Tito Bisleri (Baby Etchecopar) es un policía al que le asesinaron a su esposa y a su hija en un atentado. En el primer capítulo se lo ve a Bisleri en el cementerio dejando las flores en las tumbas de su familia. El policía intenta combatir la corrupción de su entorno, a modo de venganza por la muerte de su familia. Tito se mueve en un ambiente muy corrupto: una brigada donde hay algunos policías corruptos, un político, Miranda (Enzo Viena) que está metido en la venta de armas y de drogas, y Ramírez, que investiga a Miranda con tanta mala suerte que, cuando obtiene un dato importante, tres empleados de Miranda lo encuentran con su secretaria, le sacan fotos para chantajearlo, y le roban los disquetes con la información clave.
Aunque forma parte de una brigada, Bisleri prefiere trabajar solo. El mismo grupo que robó los disquetes termina estrellando la camioneta en la que escapaban en una concesionaria de autos donde toman 20 rehenes. La Policía Federal, más dos móviles: uno de Telenueve y otro de Radio 10, llegan inmediatamente. Pero no pueden hacer nada hasta que Tito, utilizando su ingenio, ingresa al lugar disfrazado de repartidor de empanadas y mata a los delincuentes. Gracias a la ayuda de una compañera, Tito recuperará los disquetes, pero el enfrentamiento con los esbirros del político terminará haciendo que el comisario lo eche de la fuerza.

## Crítica
El primer capítulo tuvo una medición de 8.2 puntos de rating, una medición nada mala teniendo en cuenta el horario y el canal en el que se transmitió. Los medios se hicieron eco de la actuación de Etchecopar, burlándose de este. El Diario Clarín, en su sección de Espectáculos, calificó de "Malo" al policial.

“La serie carece del menor atisbo de desarrollo dramático, por no hablar de la total falta de dibujo y matices en sus personajes. Los malos son malísimos y los buenos patéticos. Las situaciones son increíbles y los desenlaces desopilantes. La estructura es siempre la misma: se comete un delito (toma de rehenes, un secuestro, armas en una villa), Bisleri se entera y se enfurece, le siguen una serie de escenas inconexas cuando no inexplicables, hasta que el protagonista se lanza solo contra los malvivientes y los mata a golpes de efectos especiales de Tom Cundom (especialista en FX y codirector de la serie).”
Diario Clarín, 16 de septiembre de 2002